# Solpugyla
Solpugyla es un género de arácnido  del orden Solifugae de la familia Solpugidae.

## Especies
Las especies de este género son:
- Solpugyla centralis
- Solpugyla darlingi
- Solpugyla globicornis
- Solpugyla katangana
- Solpugyla kigoma
- Solpugyla maestrii
- Solpugyla masienensis
- Solpugyla scapulata
- Solpugyla umtalica
- Solpugyla vassei